# Pikaliovo
Pikaliovo (en ruso: Пикалёво) es una localidad del óblast de Leningrado, en Rusia. Está ubicada 246 km al sureste de San Petersburgo, y 25 km al este de Boksitogorsk. Cuenta con una población de 21 613 habitantes (2010). 

## Historia
La localidad está ubicada en el lugar de un antiguo asentamiento conocido desde 1620. En 1906, la estación de ferrocarril Pikaliovo, llamada así después de que un campesino con este nombre fundara un Jútor en las cercanías, fue abierta a la línea férrea San Petersburgo-Vologda.
En 1932, el moderno asentamiento fue fundado para servir a una fábrica de cemento. El lugar fue llamado Pikaliovo debido a la estación de ferrocarril. En 1947, el lugar recibió el estatus de asentamiento de tipo urbano, y en 1954 el de gorod (ciudad).

## Economía
La industria de la ciudad se compone de la planta de óxido de aluminio RusAl, que produce bicarbonato de sodio y bicarbonato de potasio, una fábrica de cemento, y una planta de transformación de la madera. 

## Transporte
La autopista A-114 Issad–Vologda está localizada 3 km al sur de Pikaliovo. Las autopistas H-9 (Pikaliovo–Zarechie) y H-7 (Pikaliovo–Kolbeki) pasan directamente a través del lugar.
Pikaliovo está localizado en la ruta de viaje del ferrocarril San Petersburgo–Vologda. Cuenta con tres plataformas para pasajeros Pikaliovo 1, Pikaliovo 2 y Obrinski.

## Educación
Pikaliovo cuenta con un Instituto de formación de profesores, cinco escuelas secundarias, una escuela de Artes para niños y un Instituto Tecnológico.